# Ludimar Hermann
Ludimar Hermann (Berlim, 21 de outubro de 1838 — Kaliningrado, 5 de junho de 1914) foi um cientista alemão do ramo da fisiologia.